# Петров, Герман Станиславович
Герман Станиславович Петров (26 июня 1963, Ярославль — 22 июня 2025, Москва) — российский управленец и политик, член Совета Федерации (2001—2004).

## Биография
Окончил Московский финансовый институт. Начал карьеру в 1985 году с должности ревизора в Стройбанке СССР, который позднее был реорганизован в Промстройбанк СССР, прошёл срочную службу в армии. В 1990 году возглавил сектор Комиссии по бюджету, планам, налогам и ценам Верховного совета РСФСР, с 1992 года работал в коммерческих структурах: банк «Балчуг», Петрофф-банк, Интурбанк, АСКОбанк.
С 1998 по 2000 год являлся заместителем начальника управления юстиции Министерства юстиции Российской Федерации по Московской области, заместителем руководителя Управления Министерства налогов и сборов Российской Федерации по Московской области, в феврале 2000 года возглавил Управление МНС РФ по Тверской области.

29 июня 2000 года распоряжением главы администрации Президента России Александра Волошина назначен заместителем полномочного представителя Президента Российской Федерации в Приволжском Федеральном округе Сергея Кириенко.
22 ноября 2001 года в заседании Государственного Собрания Республики Мордовия избран представителем законодательного органа государственной власти в Совете Федерации (его кандидатуру поддержал 61 депутат из 64).
Полномочия Петрова подтверждены с 1 декабря 2001 года постановлением Совета Федерации № 357-СФ от 5 декабря 2001 года.
С декабря 2001 по январь 2002 года входил в Комитет СФ по бюджету, налоговой политике, финансовому, валютному и таможенному регулированию, банковской деятельности, с января по февраль 2002 года — член Комитета СФ по финансовым рынкам и денежному обращению (с февраля 2002 по апрель 2003 года — заместитель председателя Комитета), также с января 2002 года — член Комиссии СФ по взаимодействию со Счётной палатой РФ, с апреля по декабрь 2003 года — член Комитета СФ по международным делам (с декабря 2003 года являлся заместителем председателя этого Комитета).
Полномочия Г. С. Петрова как члена Совета Федерации прекращены постановлением СФ № 378-СФ от 8 декабря 2004 года ввиду истечения срока полномочий Госсобрания Республики Мордовия второго созыва.
В 2005—2006 году возглавлял Инспекцию Федеральной службы страхового надзора по Центральному Федеральному Округу.
В 2006—2007 году работал в Управлении делами Государственной Думы, возглавляя финансовую службу.
С 2007 по 2022 годы являлся советником Генерального директора Государственной корпорации — Фонда содействия реформированию ЖКХ.